# سلسله‌مراتب
پایگان، سلسله‌مراتب، پلکانی، هرمی، (به عربی: سلسلة المراتب) یا هایرارکی (به انگلیسی: Hierarchy، /ˈhaɪ.rɑ:r.ki/) گونه‌ای از چیدمان اجزا (اشیاء، نام‌ها، ارزش‌ها، طبقه‌بندی‌ها و …) است که در آن هرکدام از اجزا به شکل «بالا»، «پایین» یا «هم‌سطح» اجزای دیگر نمایش داده می‌شوند.
به صورت انتزاعی می‌توان مدل ریاضیِ سلسله‌مراتب را با استفاده از درخت‌های ریشه‌دار نظریه گراف نمایش داد؛ ریشهٔ درخت بالاترین رده را تشکیل می‌دهد و همهٔ فرزندان هر رأس درخت در یک رده و زیر رأس پدر مشترکشان قرار می‌گیرند. البته رابطهٔ هم‌سطح بودن را نمی‌توان با یک درخت نمایش داد، زیرا درخت نمی‌تواند چرخه داشته باشد. برای جبران این کمبود می‌توان آن را به صورت یک گراف یا یک رابطه پیش‌ترتیبی تعریف‌شده روی مجموعه اجزا نمایش داد.
سلسله‌مراتب می‌تواند اجزایش را، به صورت مستقیم یا غیرمستقیم و افقی یا عمودی، به هم مرتبط سازد.